# Маринка, Янка и тайны королевского замка
«Маринка, Янка и тайны королевского замка» — советский цветной художественный фильм-сказка, поставленный на киностудии «Беларусьфильм» в 1976 году режиссёром Юрием Цветковым при участии Вацлавы Вербовской по мотивам белорусских народных сказок. Телеверсия в двух сериях — «Пастух Янка».
Премьеры фильма в СССР: 1977 (ТВ), февраль 1978 (кино).

## Сюжет
Пастушок Янка и ткачиха Маринка после случайной встречи влюбились в друг друга и решили жениться. Однако во время подготовки к свадьбе искусную ткачиху похищает злой принц Кукимор, чтобы отвезти её своему будущему тестю — королю Дуримонту. Янка бросается в погоню, надеясь настигнуть неприятеля и вызволить Маринку из плена. В этом пастушку во многом поможет волшебная дудка. Ею его одарил случайно встреченный дед в награду за оказанную помощь, за кров и пищу.

## В ролях
- Светлана Михалькова — Маринка
- Алексей Мокроусов — Янка
- Евгений Лебедев — король Дуримонт / король Обалдин
- Георгий Вицин — принц Кукимор
- Любовь Румянцева — принцесса Виктуся / принцесса Катуся
- Наталья Чемодурова — королева Павлина / королева Кринолина
- Алексей Смирнов — генерал
- Августин Милованов — канцлер
- Георгий Георгиу — астролог
- Владимир Кулябин — дед

## В эпизодах
- Галина Рогачёва — Ганна
- Б. Хромушин — Вовк, он же Лютовецкий
- Ростислав Шмырёв — эпизод
- Арнольд Помазан — эпизод
- Иван Макогон — эпизод
- Ю. Ерёменко — эпизод
- Л. Ступка — эпизод
- B титрах не указаны:
- В. Коваленко, Светлана Кузьмина, Виктор Лексиков, Борис Мирус, М. Панасюк, Юрий Сатаров, В. Сухицкий

## Съёмочная группа
- Авторы сценария — Эдуард Довнар, Артур Вольский
- Постановка — Юрия Цветкова
при участии Вацлавы Вербовской
- Операторы-постановщики — Марк Брауде, Юрий Елхов
- Художник-постановщик — Игорь Топилин
- Композитор — Эдуард Ханок
- Текст песен — Илья Резник
- Звукооператор — Семён Шухман
- Костюмы — Нинель Жижель
- Грим — Льва Емельянова
- Монтаж — И. Бакиновской, Л. Малаховой
- Режиссёры — В. Пономарёв, А. Календа
- Операторы — Л. Сушкевич, В. Таланов
- Комбинированные съёмки:
  - Оператор — М. Калачинский
  - Художник — П. Шинкевич
- Ассистенты:
  - режиссёра — Г. Кононович, Е. Белькевич, Т. Бажанова, Б. Берзнер, Н. Ключникова
  - оператора — В. Олешко
  - художника — Ф. Рябушко
- Постановка танцев — Элга Друлле
- Музыкальный редактор — Сергей Кортес
- В фильме использованы народные песни в обработке белорусских композиторов
- Редактор — Л. Поздняк
- Директор картины — Степан Терещенко